# Giro del Friuli
Il Giro del Friuli era una corsa in linea maschile di ciclismo su strada, svoltasi nella regione Friuli-Venezia Giulia, in Italia, dal 1974 al 2011.
Nel 1991 fu valido come campionato nazionale italiano, anno in cui si impose Gianni Bugno. Non organizzato dal 2005 al 2008, dal 2009 al 2011 fu inserito nel calendario dell'UCI Europe Tour come prova di classe 1.1.

## Albo d'oro
Aggiornato all'edizione 2011.
| Anno    | Vincitore            | Secondo                  | Terzo               |
| ------- | -------------------- | ------------------------ | ------------------- |
| 1974    | Luciano Borgognoni   | Luigi Castelletti        | Davide Boifava      |
| 1975    | Roberto Poggiali     | Gianbattista Baronchelli | Giovanni Battaglin  |
| 1976    | Franco Bitossi       | Enrico Paolini           | Francesco Moser     |
| 1977    | Giuseppe Saronni     | Walter Riccomi           | Angelo Tosoni       |
| 1978    | Roger De Vlaeminck   | Giuseppe Saronni         | Valerio Lualdi      |
| 1979    | Francesco Moser      | Roger De Vlaeminck       | Pierino Gavazzi     |
| 1980    | Claudio Corti        | Luciano Loro             | Geir Digerud        |
| 1981    | Wladimiro Panizza    | Marino Amadori           | Giuseppe Saronni    |
| 1982    | Guido Bontempi       | Giuseppe Saronni         | Luigi Ferreri       |
| 1983    | Francesco Moser      | Giovanni Battaglin       | Bruno Leali         |
| 1984    | Claudio Corti        | Giuseppe Passuello       | Ennio Salvador      |
| 1985    | Franco Chioccioli    | Francesco Moser          | Johan van der Velde |
| 1986    | Gianni Bugno         | Claudio Corti            | Harald Maier        |
| 1987    | Guido Bontempi       | Bruno Leali              | Roberto Pagnin      |
| 1988    | Guido Bontempi       | Davide Cassani           | Stefano Colagè      |
| 1989    | Lech Piasecki        | Maurizio Fondriest       | Roberto Gusmeroli   |
| 1990    | Leonardo Sierra      | Urs Zimmermann           | Claudio Chiappucci  |
| 1991    | Gianni Bugno         | Franco Chioccioli        | Claudio Chiappucci  |
| 1992    | Alessandro Giannelli | Marco Lietti             | Luc Roosen          |
| 1993    | Pëtr Ugrjumov        | Claudio Chiappucci       | Moreno Argentin     |
| 1994    | Volodymyr Pulnikov   | Rolf Sørensen            | Mario Chiesa        |
| 1995    | Dmitrij Konyšev      | Francesco Frattini       | Rodolfo Massi       |
| 1996    | Andrej Teterjuk      | Aleksandr Šefer          | Marco Zen           |
| 1997    | non disputato        | non disputato            | non disputato       |
| 1998    | Francesco Arazzi     | Endrio Leoni             | Giancarlo Raimondi  |
| 1999    | Davide Rebellin      | Ivan Basso               | Danilo Di Luca      |
| 2000    | Michele Bartoli      | Gilberto Simoni          | Daniele Nardello    |
| 2001    | Denis Lunghi         | Guido Trenti             | Ellis Rastelli      |
| 2002    | Franco Pellizotti    | Davide Rebellin          | Gilberto Simoni     |
| 2003    | Joseba Albizu        | Leonardo Scarselli       | Sergio Barbero      |
| 2004    | Michele Gobbi        | Franco Pellizotti        | Andrea Moletta      |
| 2005-08 | non disputato        | non disputato            | non disputato       |
| 2009    | Mirco Lorenzetto     | Grega Bole               | Manuel Belletti     |
| 2010    | Roberto Ferrari      | Jacopo Guarnieri         | Enrico Rossi        |
| 2011    | José Serpa           | Pavel Brutt              | Nicki Sørensen      |